# Here Come the ABCs
Here Come the ABCs es un CD y DVD de la banda estadounidense They Might Be Giants, dirigido a niños que están aprendiendo el alfabeto. El CD fue lanzado el 15 de febrero y el DVD el 25 de octubre de 2005. Desde entonces, se han lanzado juntos como un combo.
Aunque fue producido y lanzado por Walt Disney Records, se le dio a la banda un completo control creativo sobre el proyecto, lo cual era muy inusual para Walt Disney Records en aquella época. Como resultado, el DVD muestra una variedad de marionetas, animación y acción con personas reales suministrada por amigos del grupo, incluyendo a AJ Schnack, que dirigió el documental de TMBG Gigantic (A Tale of Two Johns). La mujer de John Flansburgh, Robin Goldwasser, y el hijo de John Linnell, Henry, colaboraron con sus voces en algunas canciones. Los videos que aparecen en el DVD fueron emitidos (en parte o al completo) en el bloque infantil de Disney Channel Playhouse Disney.
Here Come the ABCs fue un gran éxito; el DVD fue certificado oro (con ventas de más de 50.000 copias) en 2005, y platino (con más de 100.000 copias vendidas) en 2012. Una secuela, Here Come the 123s, fue lanzada en 2008.

## Lista de canciones

### CD
| N.º | Título                                                                                                  | Duración |  |
| 1.  | «Here Come the ABCs»                                                                                    | 0:11     |  |
| 2.  | «Alphabet of Nations»                                                                                   | 1:26     |  |
| 3.  | «E Eats Everything»                                                                                     | 2:43     |  |
| 4.  | «Flying V»                                                                                              | 1:34     |  |
| 5.  | «Q U»                                                                                                   | 1:09     |  |
| 6.  | «Go for G!»                                                                                             | 1:14     |  |
| 7.  | «Pictures of Pandas Painting»                                                                           | 2:07     |  |
| 8.  | «D & W»                                                                                                 | 1:37     |  |
| 9.  | «Fake-Believe»                                                                                          | 1:51     |  |
| 10. | «Can You Find It?»                                                                                      | 2:55     |  |
| 11. | «The Vowel Family»                                                                                      | 1:59     |  |
| 12. | «Letter/Not a Letter»                                                                                   | 1:08     |  |
| 13. | «Alphabet Lost and Found» (Marty Beller)                                                                | 2:49     |  |
| 14. | «I C U»                                                                                                 | 1:49     |  |
| 15. | «Letter Shapes»                                                                                         | 1:22     |  |
| 16. | «Who Put the Alphabet in Alphabetical Order?»                                                           | 1:46     |  |
| 17. | «Rolling O»                                                                                             | 1:26     |  |
| 18. | «L M N O»                                                                                               | 1:43     |  |
| 19. | «C Is for Conifers»                                                                                     | 2:37     |  |
| 20. | «Fake-Believe (Type B)»                                                                                 | 1:56     |  |
| 21. | «D Is for Drums»                                                                                        | 2:21     |  |
| 22. | «Z Y X»                                                                                                 | 1:21     |  |
| 23. | «Goodnight My Friends»                                                                                  | 0:25     |  |
| 24. | «Clap Your Hands»                                                                                       | 1:21     |  |
| 25. | «Here in Higglytown (Theme to Playhouse Disney's Higglytown Heroes)» (Dan Miller, They Might Be Giants) | 0:58     |  |

Notas:
- «Clap Your Hands» y «Here in Higglytown» aparecen como bonus tracks.

### DVD
| N.º | Título                                                               | Duración |  |
| 1.  | «Here Come The ABCs»                                                 | 0:25     |  |
| 2.  | «Alphabet Of Nations»                                                | 1:26     |  |
| 3.  | «E Eats Everything»                                                  | 2:43     |  |
| 4.  | «Flying V»                                                           | 1:34     |  |
| 5.  | «I Am A Robot»                                                       | 1:29     |  |
| 6.  | «Q U»                                                                | 1:09     |  |
| 7.  | «Go For G!»                                                          | 1:14     |  |
| 8.  | «Pictures Of Pandas Painting»                                        | 2:07     |  |
| 9.  | «D & W»                                                              | 1:37     |  |
| 10. | «Fake-Believe»                                                       | 1:51     |  |
| 11. | «Can You Find It?»                                                   | 2:55     |  |
| 12. | «Introducing The Vowel Family»                                       | 0:11     |  |
| 13. | «The Vowel Family»                                                   | 1:59     |  |
| 14. | «A To Z»                                                             | 0:24     |  |
| 15. | «Letter / Not a Letter»                                              | 1:08     |  |
| 16. | «Letter Shapes»                                                      | 1:22     |  |
| 17. | «Alphabet Lost And Found»                                            | 2:49     |  |
| 18. | «I C U»                                                              | 1:49     |  |
| 19. | «I Am A Robot (Type B)»                                              | 0:56     |  |
| 20. | «John And John Introduce...»                                         | 0:10     |  |
| 21. | «Who Put The Alphabet In Alphabetical Order?»                        | 1:46     |  |
| 22. | «Rolling O»                                                          | 1:26     |  |
| 23. | «L M N O»                                                            | 1:43     |  |
| 24. | «Introducing C Is for Conifers»                                      | 0:12     |  |
| 25. | «C Is For Conifers»                                                  | 2:37     |  |
| 26. | «Fake-Believe (Type B)»                                              | 1:56     |  |
| 27. | «A To Z (Type B)»                                                    | 0:29     |  |
| 28. | «D Is For Drums»                                                     | 2:21     |  |
| 29. | «Introducing ZYX»                                                    | 0:09     |  |
| 30. | «Z Y X»                                                              | 1:21     |  |
| 31. | «Goodnight My Friends»                                               | 0:25     |  |
| 32. | «Here Come The ABCs»                                                 | 0:11     |  |
| 33. | «Introducing The Bonus Tracks»                                       | 0:14     |  |
| 34. | «Clap Your Hands»                                                    | 1:21     |  |
| 35. | «Violin»                                                             | 3:33     |  |
| 36. | «Stalk of Wheat»                                                     | 1:19     |  |
| 37. | «Robot Parade»                                                       | 1:22     |  |
| 38. | «Sleepwalkers»                                                       | 2:40     |  |
| 39. | «Here in Higglytown (Theme to Playhouse Disney's Higglytown Heroes)» | 0:58     |  |